# Joachim Pöppel
Joachim Pöppel (* 4. Oktober 1929 in Berlin; † 20. Mai 1999) war ein deutscher Diplom-Ingenieur, Diplom-Kaufmann und Industriemanager. Er war langjähriges Vorstandsmitglied des Unternehmens Heidelberger Druckmaschinen sowie Vorsitzender von REFA und Präsident des VDI.

## Leben
Joachim Pöppel, Sohn von Ellen Pöppel, geborene Brandt, und des Realschullehrers Gerhard Pöppel, studierte nach dem Abitur an einem Charlottenburger Gymnasium 1947 und einer Ausbildung zum Maschinenschlosser Ingenieurwissenschaften an der Technischen Hochschule München sowie der ETH Zürich und zeitweise parallel dazu Betriebswirtschaft an der Universität München. Er schloss seine Studiengänge 1956 als Diplom-Kaufmann und 1957 (nach anderen Angaben: 1954) als Diplom-Ingenieur ab. Von 1957 bis 1960 war er für die BASF in Ludwigshafen tätig. Im Jahr 1961 (nach anderen Angaben: 1960) wechselte Pöppel zur Demag, für die er das Werk Darmstadt leitete. Im Anschluss wurde er im Alter von 36 Jahren Geschäftsführer der DEMAG-Baumaschinen GmbH in Düsseldorf. Danach wurde er Mitglied des Vorstands der Dinglerwerke AG in Zweibrücken. Von 1972 (nach anderen Angaben: 1973) bis zum Jahresende 1990 war er Mitglied des Vorstands der Heidelberger Druckmaschinen AG und für den Bereich Produktionstechnik und Datenverarbeitung zuständig.
Er war ab 1981 Aufsichtsrat bei Kieserling & Albrecht in Solingen und ab 1983 bei der Carl-Zeiss-Stiftung - Schott Gruppe; zudem ab 1984 bei der Krupp Widia GmbH in Essen.
Pöppel war seit 1953 Mitglied des REFA – Verband für Arbeitsstudien und Betriebsorganisation, wurde Vorsitzender des Landesverbandes Baden-Württemberg und 1979 Bundesvorstand. Diese Position hatte er zwei Amtsperioden inne. Pöppel gehörte auch seit 1962 dem Verein Deutscher Ingenieure (VDI) an. Von 1982 bis 1988 saß er dem Nordbadisch-Pfälzischen Bezirksverein des VDI vor. Von 1986 an gehörte Pöppel dem VDI-Präsidium an. In den Jahren 1989 bis 1991 war er Präsident des VDI und Mitherausgeber der VDI nachrichten. In seine Amtszeit fiel die Deutsche Wiedervereinigung und der Aufbau der Vereinsorganisation in der ehemaligen DDR.
Joachim Pöppel war evangelisch, verheiratet ab 1957 mit Eva Pöppel, geborene Simon, und Vater von zwei Kindern (Ingrid und Jürgen). Privat betätigte er sich als Pilot. Er starb im Mai 1999 nach schwerer Krankheit im Alter von 69 Jahren.

## Ehrungen
- 1986: Herwart-Opitz-Medaille der VDI-Fachgesellschaft Produktionstechnik
- 1989: Ehrenmedaille des Nordbadisch-Pfälzischen Bezirksvereins des VDI
- 1989: Kurt-Hegner-Denkmünze in Gold des REFA[2]
- 1989: Ehrendoktor der Universität Karlsruhe[2][7]
- 1993: Ehrenmitgliedschaft des VDI